# 야시카 일렉트로 35 AF-미니
야시카 일렉트로 35 AF-미니(Yashica Electro 35 AF-mini)는 클래식 레인지 파인더 시리즈 이름을 사용하여 1989년 11월 교세라가 만든 35mm 컴팩트 카메라다. 하지만 플라스틱 케이스에 자동 초점 기능이 있는 작은 카메라다. 일렉트로라는 이름이 없는 버전은 야시카 AF-미니로서 출시되었다. 교세라 상표 버전은 교세라 캠퍼스 미니 AF로 불린다.

## 사양
- 자동 야시카 34mm, f/4.5 랜즈.
- 1/360-2초의 셔터속도의 자동노출.
- ISO 속도(100, 200,400)
- 통합된 플래시.
- 치수: 52.5×118×69mm
- 무게:230g